# Cocor negru cu coroană
Cocorul negru cu coroană (Balearica pavonina) este o specie de pasăre din familia cocorilor. 
Populația de cocori negri cu coroană este clasificată ca VU (vulnerabilă, cu risc mare de extincție în sălbticie), deoarece populația a scăzut brusc de-a lungul deceniilor. Principala cauză este distrugerea habitatului său prin secetă, supra-pășunat, utilizarea pesticidelor și drenaj.

## Galerie

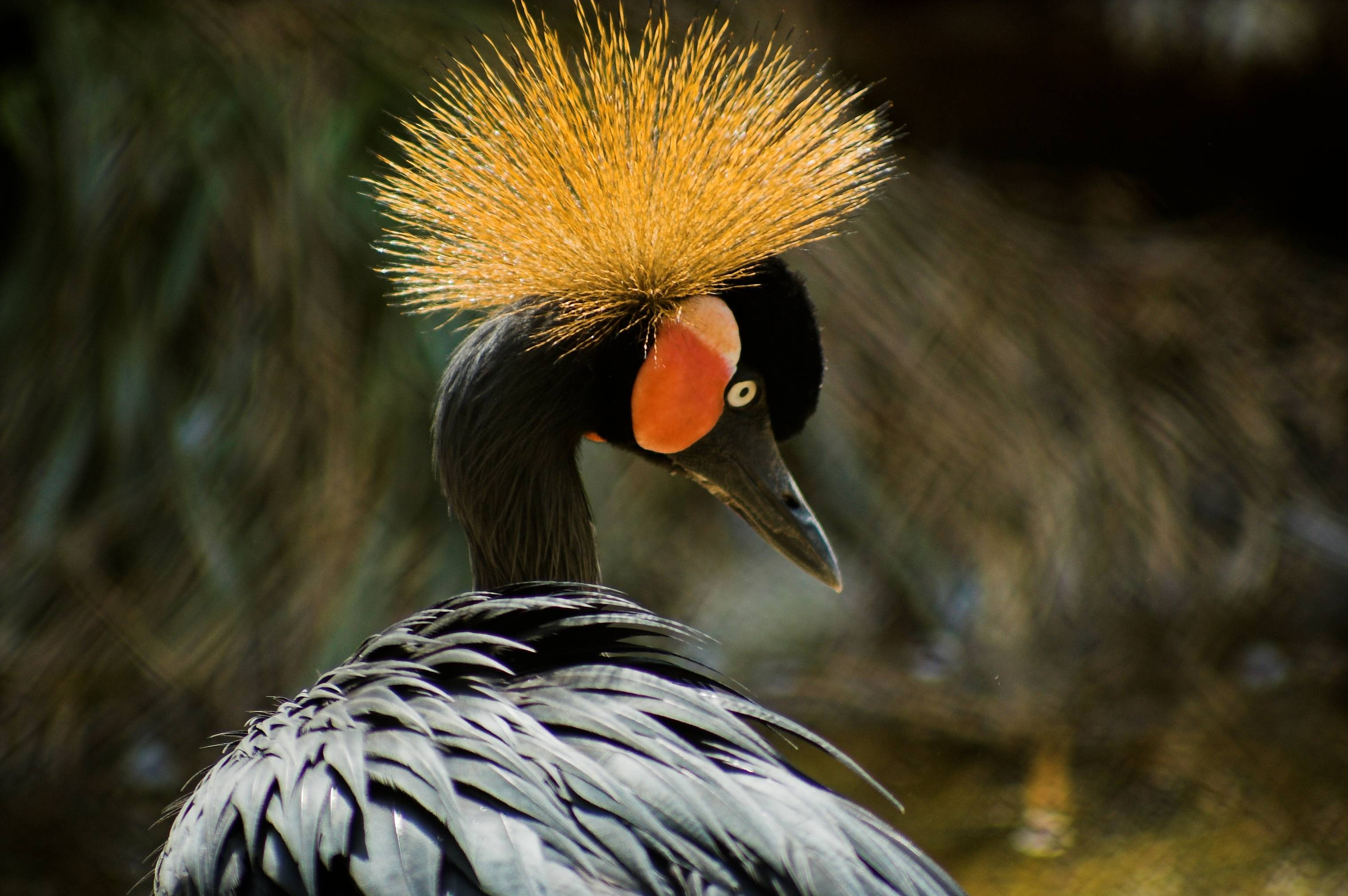
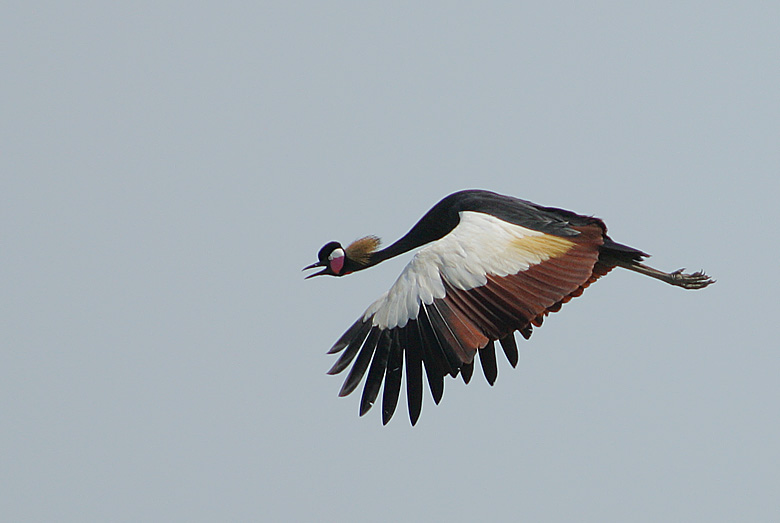
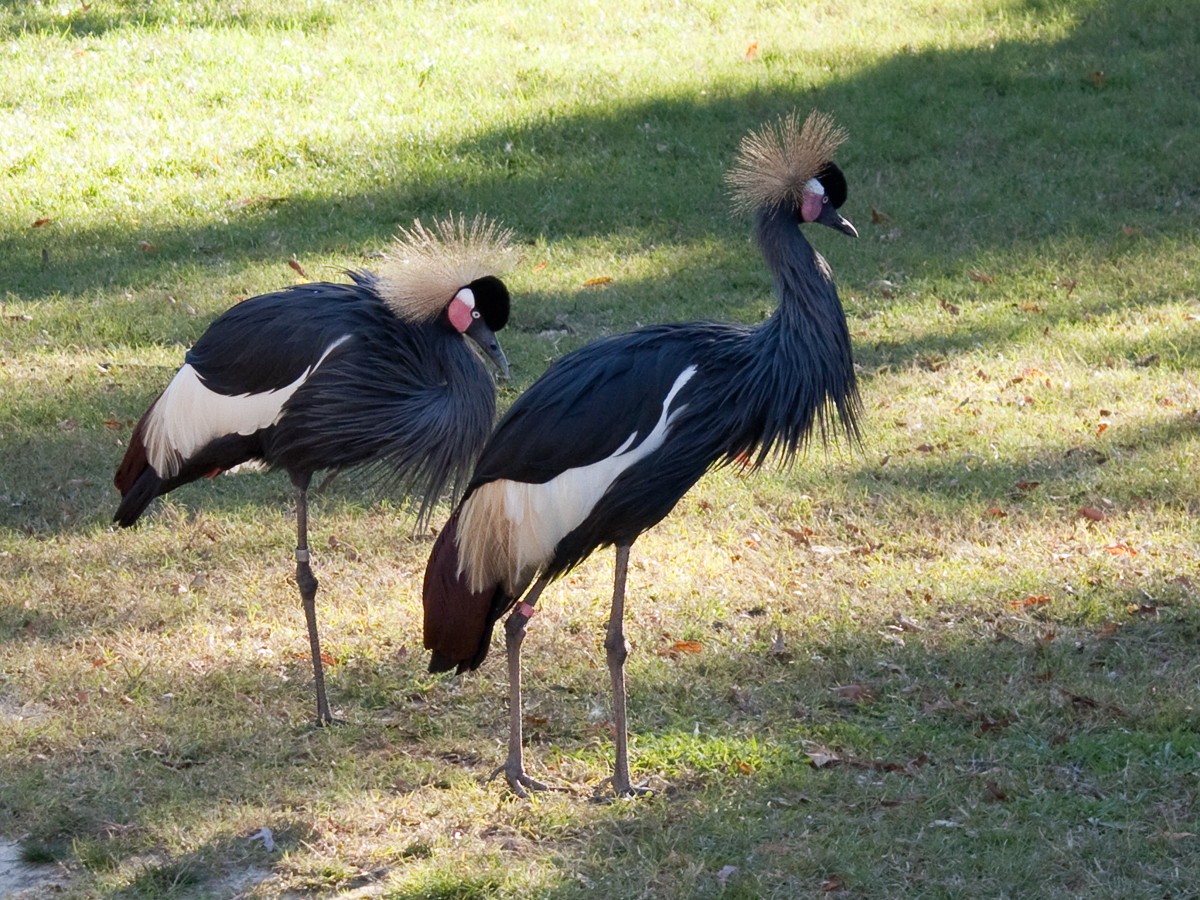

## Taxonomie
Cocorul negru cu coroană aparține ordinului Gruiformes, care include toți cocorii, precum și cârsteii (familia Rallidae). Cocorii sunt clasificate în continuare în familia Gruidae, care include specii surori, cum ar fi cocorul gri cu coroană, precum și cocorul canadian și cocorul mare. Cocorul negru cu coroană are două subspecii: Balearica pavonina pavonina și Balearica pavonina ceciliae.

## Descriere

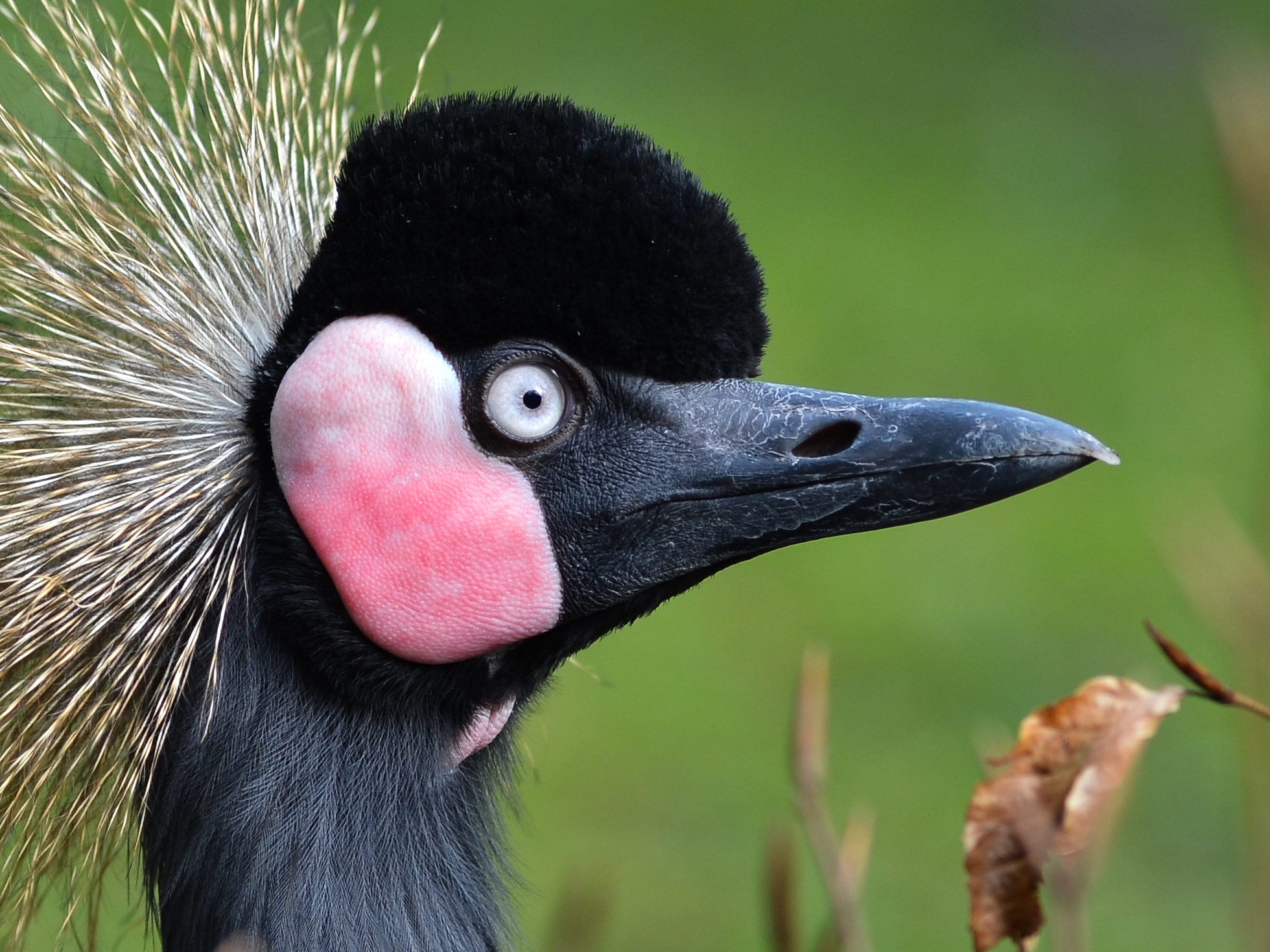
Profilul lateral al Balearica pavonina ceciliae

Cocorul negru cu coroană poate măsura până la 105 cm lungime, cântărește 3-4 kg și are o anvergură a aripilor de 180-200 cm. În mod natural, se caracterizează prin penajul său de culoare gri-închis până la negru și are pene aurii rigide în partea superioară a capului, care alcătuiesc coroana. Fiecare pană aurie este o spirală albă pe o parte și maro pe cealaltă, cu negru în vârf. Picioarele lor lungi și degetele de la picioare sunt negre și au un deget lung care le permite să se prindă de ramurile copacilor.
Cocorul negru cu coroană are pete mari de obraz roșu chiar în spatele ochiului, care diferă ca mărime între cele două subspecii; cocorul negru cu coroană din Africa de Vest (Balearica pavonina pavonina) are roșu pe jumătatea inferioară a obrazului, în timp ce cocorul negru cu coroană din Sudan (Balearica pavonine ceciliae) are roșu care se extinde și pe jumătatea superioară. Masclii sunt mai mari, dar altfel nu se disting de femele. Cocorii tineri sunt în general gri, cu coroana maro și corpul gri până la maro.